# Curragh (Irland)

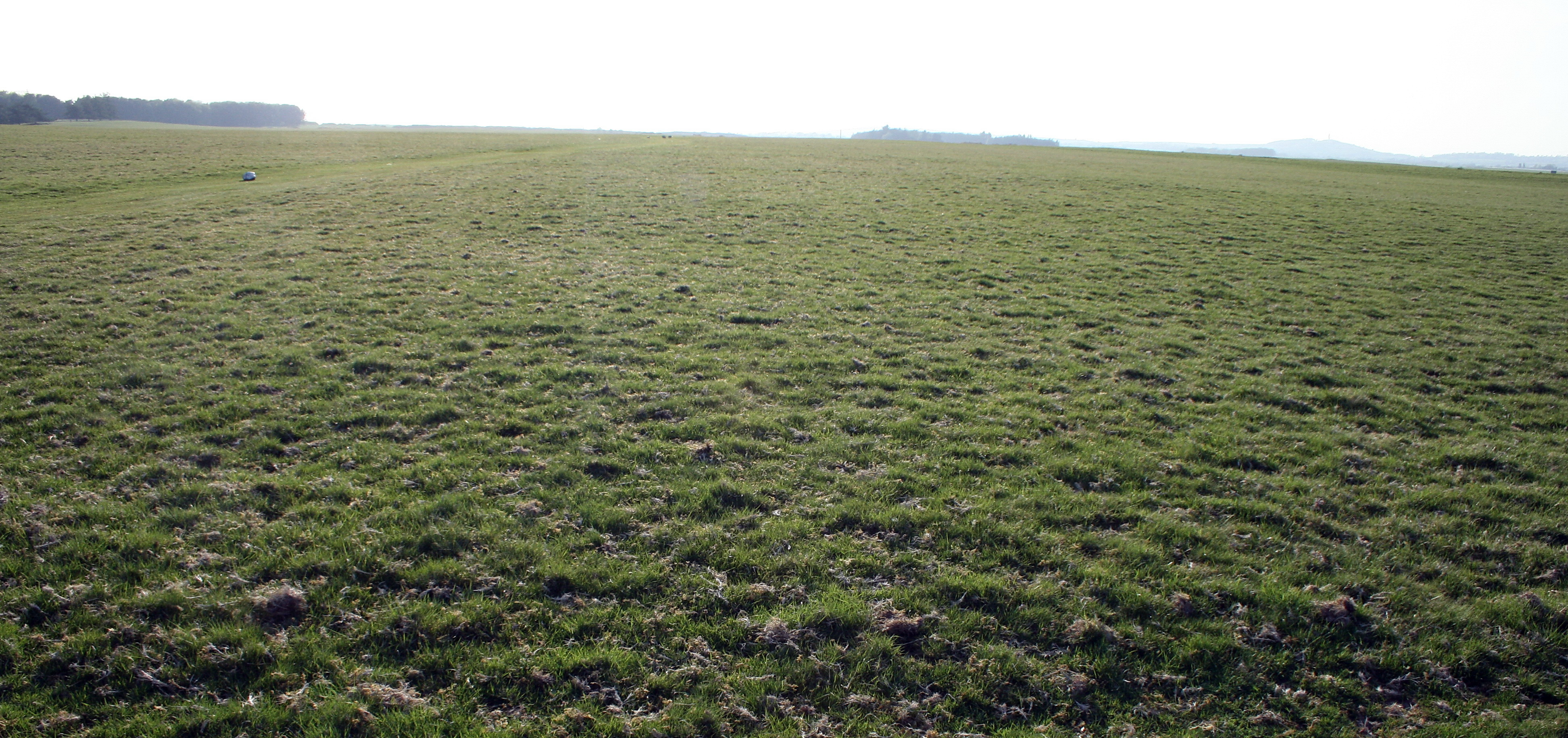
Curragh-Ebene

Curragh (irisch: An Currach [əˈkʊɾəx], deutsch „der Sumpf“) ist eine Ebene von 20 km² im County Kildare in der Republik Irland. Sie liegt zwischen den Städten Kildare und Newbridge. Hier befindet sich seit dem 19. Jahrhundert ein wichtiger Militärstützpunkt sowie Irlands bekannteste Pferderennbahn.

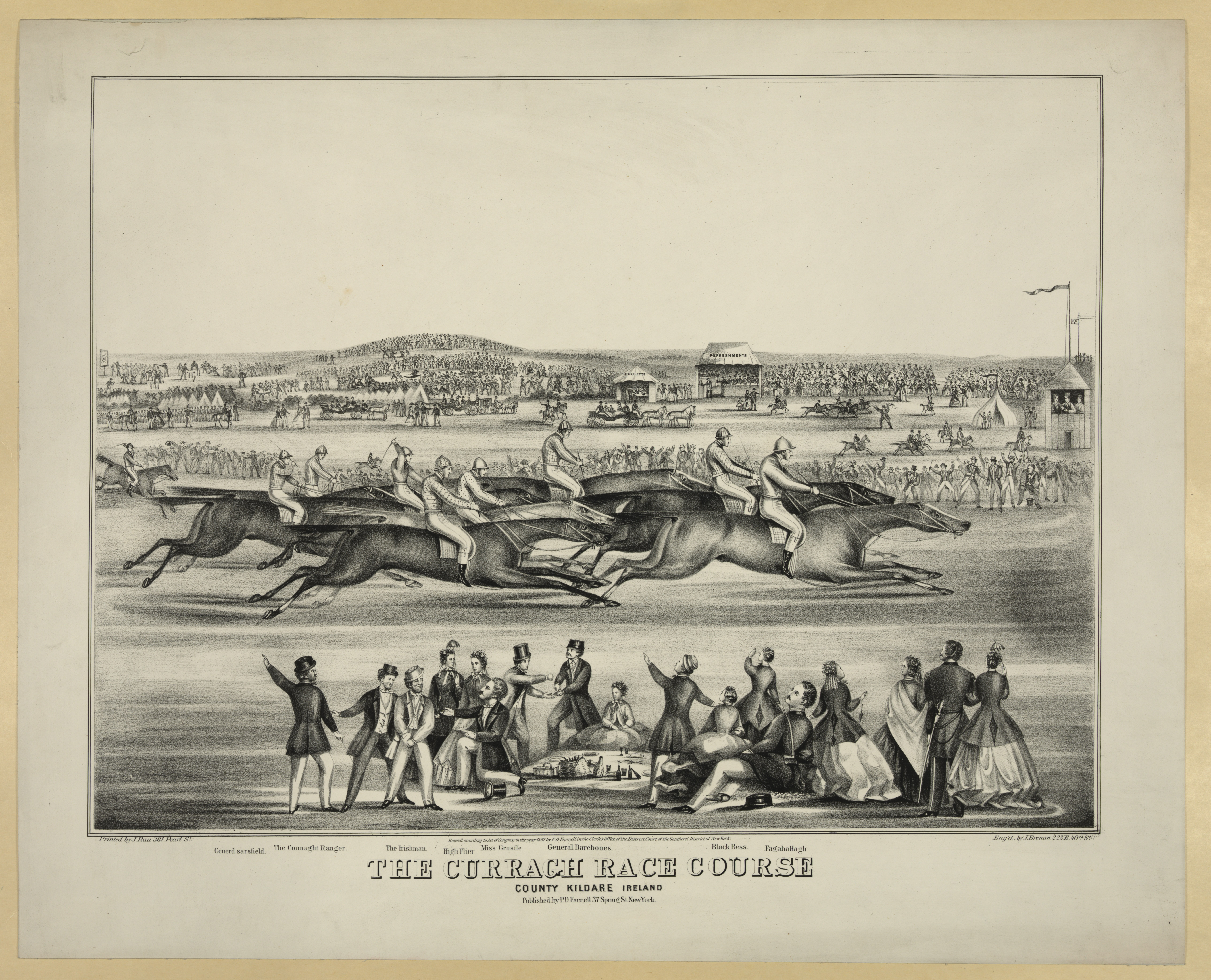
"The Curragh racecourse", Druck aus dem 19. Jhdt.

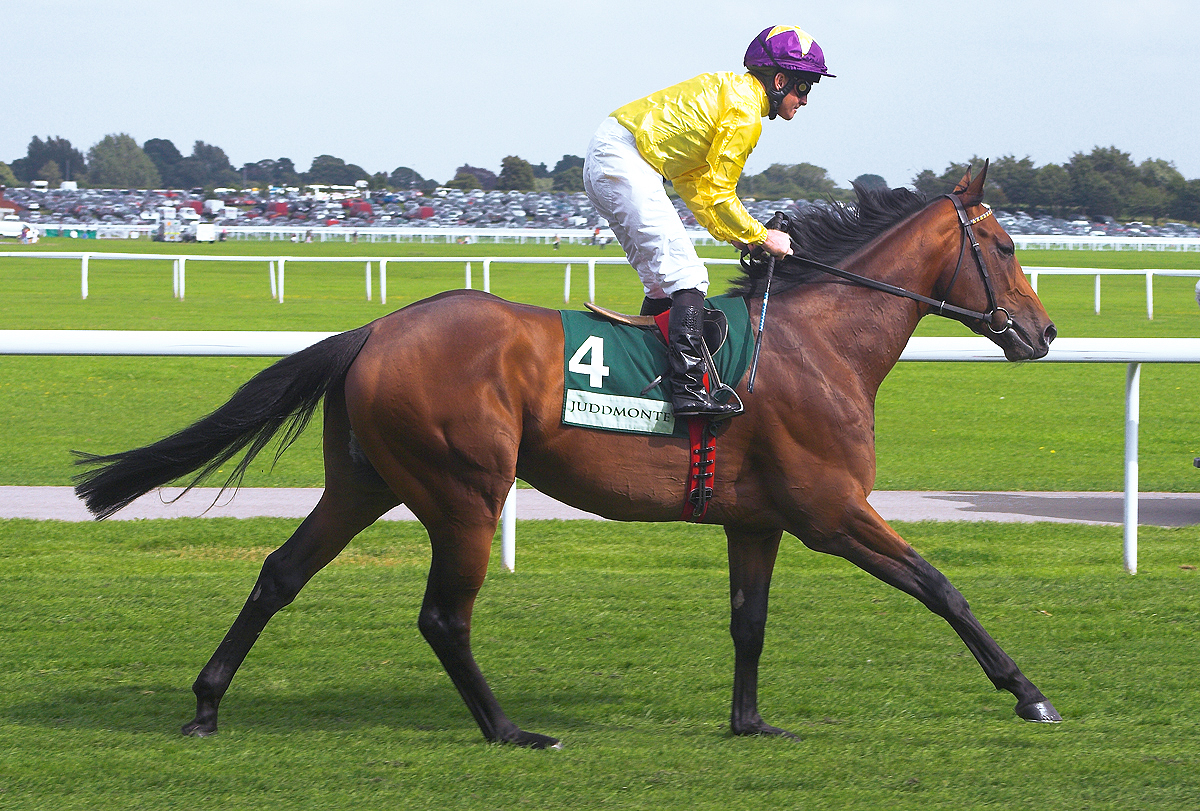
Sea The Stars beim Training in Curragh

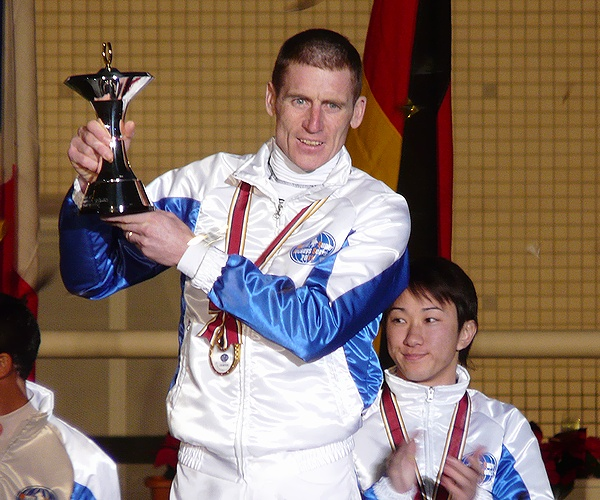
Der Jockey Johnny Murtagh siegte 300 Mal in Curragh.

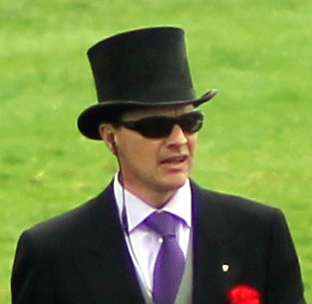
Trainer Aidan O'Brien hat mehr 600 Siege auf dieser Rennbahn

## Pferderennbahn The Curragh
Der Name „Curragh“ kommt vom irischen Wort Cuirreach und bedeutet „Ort der laufenden Pferde“. Das erste dokumentierte Rennen fand im Jahr 1727 statt. Das erste Derby fand 1866 statt und 1868 wurde Curragh per Parlamentsbeschluss zur Rennbahn erklärt.
Die Rennbahn Curragh ist der Austragungsort für die fünf wichtigsten Rennen in Irland. Dazu zählen die drei Triple Crown Rennen: Irish Derby Stakes, Irish 2,000 Guineas und St. Leger, sowie die beiden klassischen Stutenrennen Irish Oaks, Irish 1,000 Guineas. Es finden jährlich 23 Renntage statt, von Ende März bis Ende Oktober. An Tagen ohne Rennen gibt es Führungen zur Besichtigung der Rennbahn. Die Bahn ist ein hufeisenförmiger Rechtskurs von zwei Meilen Länge, mit einem Anstieg in Richtung Zielgerade. Es gibt eine Verlängerung der Zielgeraden. Zu den wichtigen Rennen gehören:
| Monat     | Tag     | Race Name                     | Typ   | Klasse       | Distanz | Alter/Geschlecht   |
| --------- | ------- | ----------------------------- | ----- | ------------ | ------- | ------------------ |
| März      | Sonntag | Park Express Stakes           | Flach | Gruppe 3     | 1609 m  | 3-jährige + Stuten |
| April     | Sonntag | Gladness Stakes               | Flach | Gruppe 3     | 1408 m  | 3-jährige +        |
| Mai       | Montag  | Athasi Stakes                 | Flach | Gruppe 3     | 1408 m  | 3-jährige +        |
| Mai       | Montag  | Mooresbridge Stakes           | Flach | Gruppe 3     | 2012 m  | 4-jährige +        |
| Mai       | Montag  | Tetrarch Stakes               | Flach | Listenrennen | 1408 m  | 3-jährige          |
| Mai       | Samstag | Ridgewood Pearl Stakes        | Flach | Gruppe 3     | 1609 m  | 4-jährige + Stuten |
| Mai       | Samstag | Irish 2,000 Guineas           | Flach | Gruppe 1     | 1609 m  | 3-jährige          |
| Mai       | Samstag | Greenlands Stakes             | Flach | Gruppe 3     | 1207 m  | 3-jährige +        |
| Mai       | Sonntag | Irish 1,000 Guineas           | Flach | Gruppe 1     | 1609 m  | 3-jährige Stuten   |
| Mai       | Sonntag | Gallinule Stakes              | Flach | Gruppe 3     | 2012 m  | 3-jährige          |
| Mai       | Sonntag | Tattersalls Gold Cup          | Flach | Gruppe 1     | 2112 m  | 4-jährige +        |
| Juni      | Freitag | International Stakes          | Flach | Gruppe 3     | 2012 m  | 3-jährige +        |
| Juni      | Samstag | Irish Derby                   | Flach | Gruppe 1     | 2414 m  | 3-jährige          |
| Juni      | Samstag | Railway Stakes                | Flach | Gruppe 2     | 1207 m  | 2-jährige          |
| Juni      | Samstag | Sapphire Stakes               | Flach | Gruppe 3     | 1006 m  | 3-jährige +        |
| Juni      | Sonntag | Curragh Cup                   | Flach | Gruppe 3     | 2816 m  | 3-jährige +        |
| Juni      | Sonntag | Pretty Polly Stakes           | Flach | Gruppe 1     | 2012 m  | 3-jährige + Stuten |
| Juni      | Sonntag | Balanchine Stakes             | Flach | Gruppe 3     | 1207 m  | 2-jährige Stuten   |
| Juli      | Samstag | Anglesey Stakes               | Flach | Gruppe 3     | 1265 m  | 2-jährige          |
| Juli      | Samstag | Minstrel Stakes               | Flach | Gruppe 3     | 1408 m  | 3-jährige +        |
| Juli      | Samstag | Irish Oaks                    | Flach | Gruppe 1     | 2414 m  | 3-jährige Stuten   |
| Juli      | Sonntag | Kilboy Estate Stakes          | Flach | Gruppe 2     | 1811 m  | 3-jährige + Stuten |
| August    | Sonntag | Phoenix Sprint Stakes         | Flach | Gruppe 3     | 1207 m  | 3-jährige +        |
| August    | Sonntag | Phoenix Stakes                | Flach | Gruppe 1     | 1207 m  | 2-jährige          |
| August    | Sonntag | Debutante Stakes              | Flach | Gruppe 2     | 1408 m  | 2-jährige          |
| August    | Sonntag | Royal Whip Stakes             | Flach | Gruppe 3     | 2012 m  | 3-jährige +        |
| August    | Samstag | Futurity Stakes               | Flach | Gruppe 2     | 1408 m  | 2-jährige          |
| August    | Samstag | Flying Five Stakes            | Flach | Gruppe 3     | 1006 m  | 3-jährige +        |
| August    | Samstag | Curragh Stakes                | Flach | Listenrennen | 1006 m  | 2-jährige          |
| August    | Samstag | Irish St Leger Trial Stakes   | Flach | Gruppe 3     | 2816 m  | 3-jährige +        |
| September | Sonntag | Moyglare Stud Stakes          | Flach | Gruppe 1     | 1408 m  | 2-jährige f        |
| September | Sonntag | Lanwades Stud Fillies' Stakes | Flach | Gruppe 3     | 1811 m  | 3-jährige + Stuten |
| September | Sonntag | Round Tower Stakes            | Flach | Gruppe 3     | 1207 m  | 2-jährige          |
| September | Samstag | Renaissance Stakes            | Flach | Gruppe 3     | 1207 m  | 3-jährige +        |
| September | Samstag | Blandford Stakes              | Flach | Gruppe 2     | 2012 m  | 3-jährige + Stuten |
| September | Sonntag | Vincent O'Brien Stakes        | Flach | Gruppe 1     | 1408 m  | 2-jährige          |
| September | Sonntag | Solonaway Stakes              | Flach | Gruppe 2     | 1609 m  | 3-jährige +        |
| September | Sonntag | Irish St. Leger               | Flach | Gruppe 1     | 2816 m  | 3-jährige +        |
| September | Sonntag | Weld Park Stakes              | Flach | Gruppe 3     | 1408 m  | 2-jährige Stuten   |
| September | Sonntag | Beresford Stakes              | Flach | Gruppe 2     | 1609 m  | 2-jährige          |

## Das Armeelager Curragh
1855 wurde vom Britischen Heer für den Krimkrieg ein Armeelager gebaut. 1879 wurden die Holzbaracken durch moderne Kasernen ersetzt. Hier absolvierte Eduard VII., damals Prince of Wales, seinen Militärdienst und wurde bei der Gelegenheit von seiner Mutter Königin Viktoria besucht. Gegen Ende des 19. Jahrhunderts wurde Curragh zum Divisionshauptquartier, wo auch Soldaten für den Burenkrieg ausgebildet wurden.

### Der „Vorfall von Curragh“
Am 20. März 1914 kam es im Armeelager zum so genannten Curragh Incident. Im Vorlauf zu einer Gesetzesdebatte über Selbstverwaltung für Irland (Home Rule) hatte der Kommandeur des Stützpunkts Curragh, Sir Arthur Paget, vom Kriegsministerium den Befehl erhalten, seine Truppen auf eine Verlegung nach Ulster vorzubereiten, falls es dort zu Unruhen von Loyalisten gegen die Selbstverwaltung, kommen sollte. Paget missverstand diesen Befehl als unmittelbaren Marschbefehl. Daraufhin stellte er auf eigene Verantwortung seinen Offizieren frei zurückzutreten; 57 von 70 Offizieren gingen auf dieses Angebot ein. Formal hatten sie sich noch nicht der Meuterei schuldig gemacht, weil sie sich noch nicht geweigert hatten, einen direkten Befehl auszuführen.
Die Regierung unter Premierminister Asquith nahm daraufhin den ursprünglichen Befehl zurück, sprach von einem Missverständnis und setzte die Offiziere wieder ein. Der Vorfall bestärkte irische Nationalisten in der Ansicht, dass eine Selbstverwaltung nicht vom britischen Heer unterstützt werden würde. Der Vorfall ist dahingehend bemerkenswert, dass es eine der wenigen Situationen seit dem englischen Bürgerkrieg war, bei der Elemente des britischen Militärs offen in die Politik eingriffen. John French musste als Chef des Imperialen Generalstabes zurücktreten und versprechen, dass die britische Armee nicht gegen die Ulster-Loyalisten vorgehen würde.

### Internierung irischer Nationalisten
Ab 1920 wurden im Lager Curragh bei verschiedenen Gelegenheiten irische Nationalisten interniert. Nach dem Irischen Unabhängigkeitskrieg (1919–1921) übergab das Britische Heer am 16. Mai 1922 das Lager an das Heer des Irischen Freistaats. Die Baracken wurden nach Führern des Osteraufstands benannt. Während des Irischen Bürgerkriegs wurden sieben Männer im Militärgefängnis exekutiert, die eine Eisenbahnstrecke sabotiert und Truppen des Freistaats einen Hinterhalt gelegt hatten.
1940 wurde unter der nunmehr irischen Regierung eine Anlage mit 24 Baracken gebaut, jede Baracke – mit Ausnahme der Funktionsbauten wie Kirche, Küche, Bücherei, Wäscherei und Krankenstation – bot Platz für 30 Gefangene. Hier wurden insgesamt zwischen 300 und 500 irische Nationalisten gefangen gehalten. Es gab Spielfelder für Hurling und gälischen Fußball. Das Lager war von Stacheldraht und einem tiefen Graben umgeben. Ab Dezember 1940 wurden hier auch hohe Offiziere der IRA interniert. Am 14. Dezember zündeten Gefangene sieben Hütten an, wodurch sie auch unabsichtlich ein Tunnelsystem exponierten, das sie heimlich gegraben hatten. Die Lagerinsassen spalteten sich in zwei Fraktionen, die mehr oder weniger gut mit ihren Bewachern kooperierten. Ab 1943 konnten die Gefangenen Besuch empfangen. Im Herbst 1944 akzeptierten die meisten Internierten, dass sie auf Bewährung entlassen wurden; eine Gruppe von ca. 70 Gefangenen, die als gefährlich betrachtet wurde, blieb bis Mitte 1945.

### Internierung von Besatzungen abgestürzter Flugzeuge sowie deutscher Seeleute

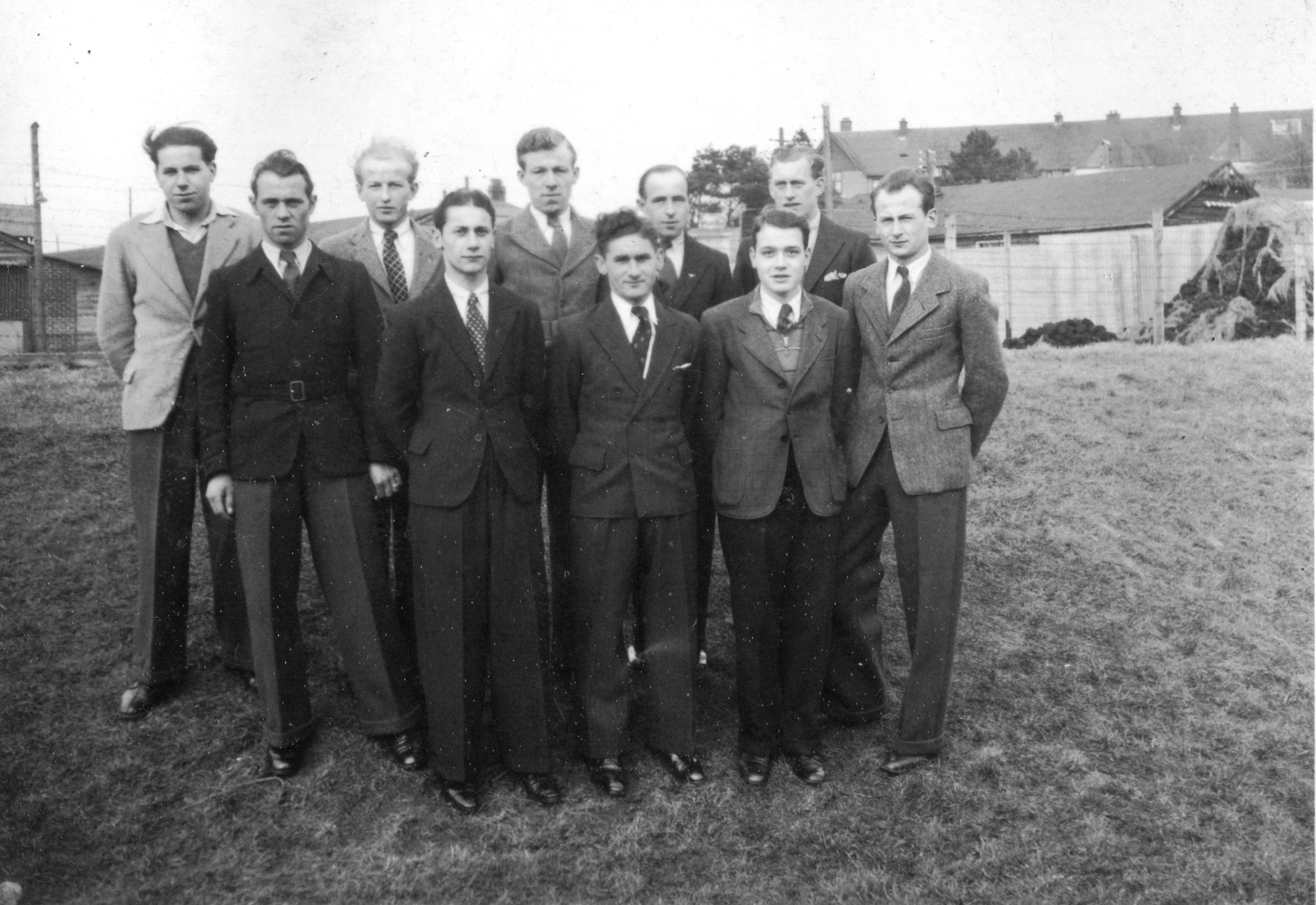
Internierte deutsche Seeleute in Curragh

Da die Republik Irland im Zweiten Weltkrieg neutral blieb, wurden hier auch Flugzeugbesatzungen, die über der Republik oder in ihren Hoheitsgewässern abgestürzt waren, interniert. Es handelte sich um ca. 40 Angehörige der Royal Air Force (darunter Polen, Franzosen der Forces françaises libres und Kanadier) und 60 Deutsche. Die Internierten erhielten ihren Sold und durften tagsüber das Lager verlassen. Die Angehörigen der beiden gegnerischen Kriegsparteien sollen höflich miteinander umgegangen sein. Die alliierten Internierten wurden Mitte 1943 entlassen, die Deutschen bei Kriegsende in Europa.
Im Januar 1944 wurden zusätzlich 164 deutsche Seeleute interniert, die das Küstenmotorschiff MV Kerlogue in der Biskaya gerettet hatte. Daher wurde das Lager umfangreich erweitert. Im August 1945 wurden die Seeleute an die Alliierten-Besatzungsmächte in Deutschland übergeben.

### Das Lager heute
Auf dem Gelände befinden sich heute Kasernen des Irischen Heeres sowie ein Militärmuseum mit einer großen Waffensammlung. Von den ehemaligen Internierungslagern sind nur noch die Fundamente geblieben.